# Arab al-Arida
Arab al-Arida (arab. عرب العريضه) – nieistniejąca już arabska wieś, która była położona w Dystrykcie Beisan w Mandacie Palestyny. Wieś została wyludniona i zniszczona podczas I wojny izraelsko-arabskiej, po ataku Sił Obronnych Izraela w dniu 20 maja 1948 roku.

## Położenie
Arab al-Arida leżała w południowej części Doliny Bet Sze’an. Wieś była położona w depresji rzeki Jordan na wysokości -200 metrów p.p.m., w odległości 6 kilometrów na południe od miasta Beisan. Według danych z 1945 roku do wsi należały ziemie o powierzchni 228 ha. We wsi mieszkało wówczas 330 osób (w tym 180 Żydów).
| własność gruntów | powierzchnia gruntów (hektary) |
| ---------------- | ------------------------------ |
| Arabowie         | 70                             |
| Żydzi            | 136,2                          |
| publiczne        | 21,8                           |
| Razem            | 228                            |

| Rodzaj użytkowanych gruntów | Arabowie (hektary) | Żydzi (hektary) |
| --------------------------- | ------------------ | --------------- |
| uprawy zbóż                 | 60                 | 117,3           |
| nieużytki                   | 31,8               | 12,9            |
| zabudowane                  | -                  | 6               |

## Historia
Nie jest znana data powstania wioski Arab al-Arida, jednak sąsiednie wzgórza Tell al-Ru'jan i Tell al-Kurud są stanowiskami archeologicznymi. W okresie panowania Brytyjczyków Arab al-Arida była niewielką wsią, której mieszkańcy utrzymywali się z upraw zbóż.

Przyjęta 29 listopada 1947 roku Rezolucja Zgromadzenia Ogólnego ONZ nr 181 przyznała te tereny państwu żydowskiemu. Podczas I wojny izraelsko-arabskiej, w dniu 20 maja 1948 roku izraelscy żołnierze zajęli wieś. Wysiedlono wówczas wszystkich jej mieszkańców i wyburzono wszystkie domy.

## Miejsce obecnie
Na wschód od wsi Arab al-Arida powstał w 1939 roku kibuc Sede Elijjahu. Po wysiedleniu jej mieszkańców i zburzeniu domu, tereny te zajął kibuc. Palestyński historyk Walid Chalidi, tak opisał pozostałości wioski Arab al-Arida: „Brak śladów pozostałych po miejscowości. Cały obszar wioski jest obsadzony pszenicą. Archeologiczne stanowisko Tell al-Ru'jan zostało przekształcone w wysypisko śmieci”.